# Hello Old Friend
Hello Old Friend è un singolo del cantautore britannico Eric Clapton, pubblicato nel 1976 ed estratto dall'album No Reason to Cry.

## Tracce
- 7"

1. Hello Old Friend
2. All Our Past Times

## Classifiche
| Classifica (1976-77) | Posizione raggiunta |
| -------------------- | ------------------- |
| Stati Uniti          | 24                  |